# 杜希-蒙科尔邦
杜希-蒙科尔邦（法語：Douchy-Montcorbon，法語發音：[duʃi mɔ̃kɔʁbɔ̃]）是法国卢瓦雷省的一个市镇，位于该省东北部，属于蒙塔日区。

## 历史
杜希-蒙科尔邦成立于2016年1月1日，由杜希（Douchy）和蒙科尔邦（Montcorbon）两个市镇合并而成，其中杜希为政府驻地。

## 地理
杜希-蒙科尔邦（47°56'35"N, 3°3'12"E）面积50.12 平方千米，位于法国中央-卢瓦尔河谷大区卢瓦雷省，该省份为法国中北部省份，北起埃松省，西北接厄尔-卢瓦省，西南接卢瓦-谢尔省，南至涅夫勒省和谢尔省，东临约讷省，东北接塞纳-马恩省。
与杜希-蒙科尔邦接壤的市镇（或旧市镇、城区）包括：特里盖尔、沙尔尼奥雷德皮赛、圣卢多尔东、库特奈。
杜希-蒙科尔邦的时区为UTC+01:00、UTC+02:00（夏令时）。

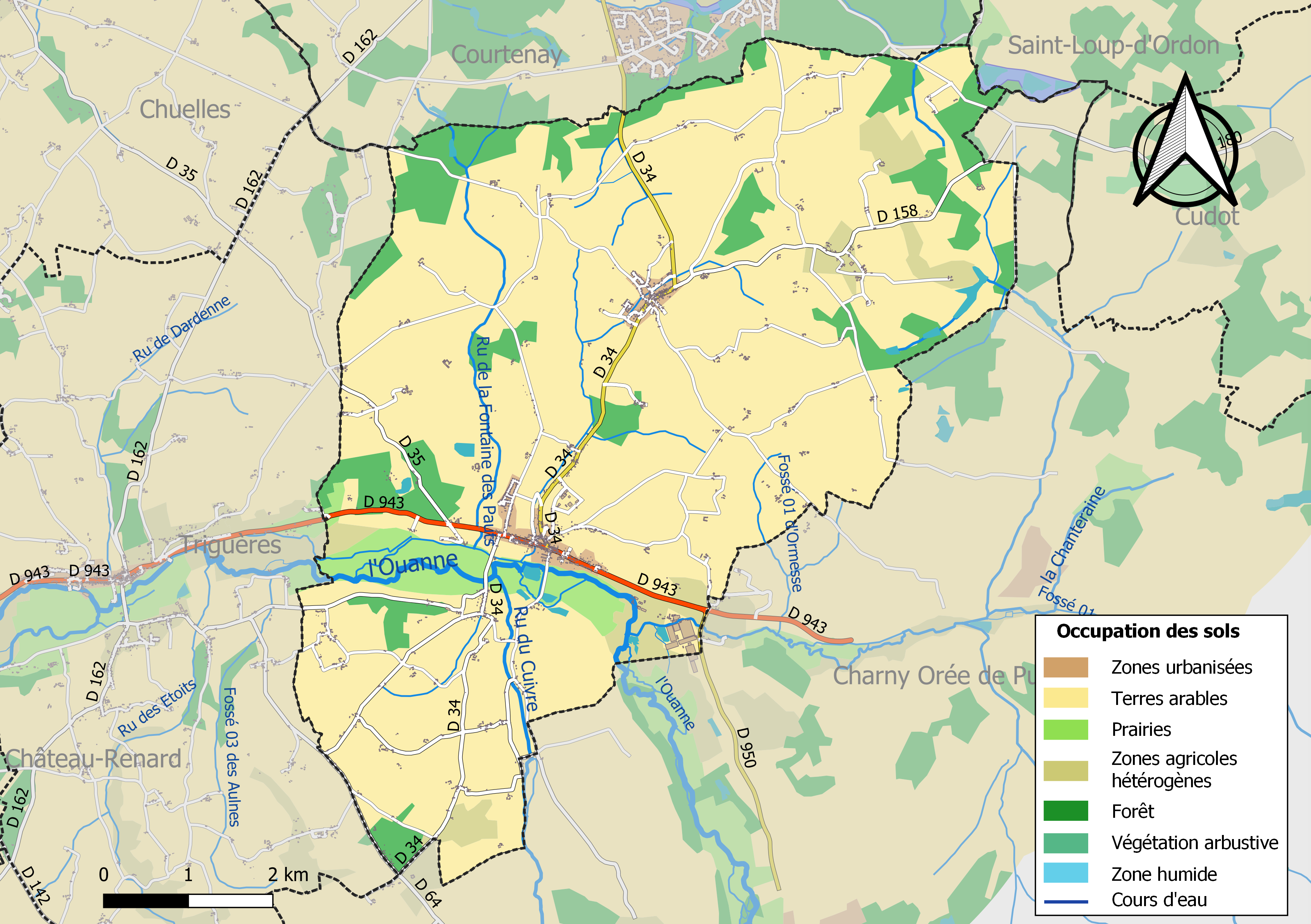
杜希-蒙科尔邦的OSM定位图

## 行政
杜希-蒙科尔邦的邮政编码为45220，INSEE市镇编码为45129。

## 政治
杜希-蒙科尔邦所属的省级选区为库特奈县。

## 人口
杜希-蒙科尔邦于2022年1月1日时的人口数量为1362人。